# Гуленков Дмитро Валентинович
Дмитро Гуленков (рос. Дмитрий Валентинович Гуленков; нар. 22 травня 1968, Москва, СРСР) — радянський та російський футболіст, воротар.

## Клубна кар'єра
Починав грати в футбол в рідному місті, Москві. Вихованець «ФШМ». Перший тренер Олексій Всеволодович Блінков. У 1984 році став гравцем ФШМ (Москва), яка виступала під назвами СК ФШМ (Москва) та СК ЕШВСМ (Москва). У 1988 році став гравцем підмосковного клубу «Зорький» (Красногорськ), після чого його запросили до «Торпедо» (Москва). Але він не виходив на поле, тому повернувся до красногорської команди. У 1990 році захищав кольори «Волги» (Твер), а наступного року — «Пахтакора» та «Навбахора». На початку 1992 року на запрошення Анатолія Заяєва перейшов до сімферопольської «Таврії». 30 березня 1992 року дебютував у Вищій лізі у матчі проти «Евіса» (Миколаїв). Влітку 1993 року залишив кримський клуб й перейшов до «Океану» (Находка). У 1995 році повернувся до «Навбахора». Потім переїхаву до китаю, де виступав за «Тяньцзінь Самсунг». У 1997 році повернувся до Росії, де підписав контракт з клубом «Том». Завершив кар'єру футболіста в клубі «Спартак-Чукотка» (Москва), в якому поєднував функції гравця та тренера.

## Кар'єра тренера
З 2004 року тренер «Металурга» (Красноярськ), в 2005 році на запрошення Сергія Лаврентьєва почав роботу з воротарями 1991 року народження в дитячій школі московського «Торпедо». Через декілька місяців став тренувати більшість воротарів школи.
У 2009 році покинув ФШМ «Торпедо» через конфлікт з директором ФШМ Н.Кузьміним, зайнявши пост воротарського тренера в команді другої ліги «Ніка». Найкращими вихованцями Дмитра Валентиновича є Сергій Чепчугов (15.07.1985), Андрій Луньов (13.11.1991) і Олексій Гамідов (02.12.1991), які захищають кольори московського «Торпедо», Дмитро Волкотруб (23.04.1992) з команди «Сатурн-2» , а також Роман Дмитрієв (26.09.1993) з молодіжного складу ФК «Динамо» (Москва) та Євген Пузін (1990 р.н.) з «Кубані» (Краснодар).

## Досягнення
«Таврія» (Сімферополь)
- Вища ліга чемпіонату України
  -  Чемпіон (1): 1992

«Навбахор» (Наманган)
- Вища ліга чемпіонату Узбекистану
  -  Бронзовий призер (1): 1995
- Кубок Узбекистану
  -  Володар (1): 1995